# بنیاد آزادانه راه بروید
بنیاد آزادانه راه بروید (انگلیسی: Walk Free Foundation) نام بنیادی است که تلاش دارد به برده‌داری معاصر و قاچاق انسان پایان دهد. این بنیاد توسط دو نفر به نام‌های آندره فارست و نیکلا فورست پایه‌گذاری گردید. مدیر عامل اجرائی آن نیک گرونو است. این بنیاد به دلیل شاخص گذاری جهانی برده‌داری مشهور است. در سال ۲۰۱۳ این سازمان صندوق آزادی که یک سازمان غیرانتفاعی و ضد برده‌داری است، را بنیاد نهاد.

## شاخص برده‌داری جهانی
شاخص برده‌داری جهانی رتبه‌بندی سالانه ۱۶۷ کشور را مشخص می‌کند بر این مبنا که چند درصد از جمعیت آن درگیر برده‌داری معاصر می‌باشند. شاخص رتبه‌بندی بر مبنای سه موضوع زیر تنظیم می‌شود:
ابعاد مشکل: میزان رواج برده‌داری جدید، کشور به کشور بر مبنای اینکه چند درصد جمعیت کشور درگیر این موضوع هستند.
مسئولیت پذیری دولت: به چه میزان دولت خود را درگیر موضوع برده داری جدید می‌کند.
آسیب‌پذیری: چه عواملی موجب رواج برده‌داری جدید در کشور هستند.

## فایده شاخص‌گذاری برده‌داری جهانی
شاخص‌گذاری برده داری جهانی ابزاری خواهد بود که درک بیشتری از موضوع به شهروندان، سازمانهای غیردولتی، تجار و مسئولین رسمی کشور می‌دهد، و اینها را قادر خواهد کرد تا عزم سیاسی خود را جهت پایان دادن به این پدیده (برده داری جدید) جزم کنند. کلیه مفاد شاخص گذاری برده داری جهانی قابل استفاده و پیاده کردن و مورد پرسش قرار دادن از طریق شبکه وبسایت می‌باشد. این شاخص نیز در مجامع مختلف بحث‌برانگیز است. طبق بررسی‌هایی که انجام شده، تحلیل شاخص گذاری برده داری ضعفها و نقاط قوتهای مهم آنرا آشکار می‌کند و پرسش‌هایی در مورد تکرار و اعتبار آنرا برجسته می‌کند. بعلاوه تبلیغاتی که به این شاخص داده می‌شود، منجر به این می‌گردد که از اطلاعات جزئی آن نه تنها در فرهنگ عام و مجلات معتبر و اخبار استفاده شود، بلکه در نشریات علمی و سیاست‌گذاران بالا نیز منعکس گردد. بنیاد آزادانه راه بروید از انتقادات سازنده استقبال می‌کند.